# Comment poussent donc vos fleurs ? (téléfilm)
Pour la nouvelle, voir Comment poussent vos fleurs ?.
Comment poussent donc vos fleurs ? (How does your garden grow ?) est un téléfilm britannique de la série télévisée Hercule Poirot, réalisé par Brian Farnham, sur un scénario de Andrew Marshall, d'après la nouvelle Comment poussent vos fleurs ?, d'Agatha Christie.
Ce téléfilm, qui constitue le 21e épisode de la série, a été diffusé pour la première fois le 6 janvier 1991 sur le réseau d'ITV.

## Synopsis
Lors de l'Exposition florale de Chelsea où Poirot est venu donner son nom à une rose, Poirot fait la rencontre de la vieille Mme Amelia Barrowby. Celle-ci insiste pour lui donner un paquet de graines qu'il découvre plus tard être vide. Le lendemain, il reçoit une lettre d'elle, envoyée avant l'exposition, qui lui explique craindre pour sa vie. Hastings ayant le rhume, Poirot part avec Miss Lemon la rencontrer, mais en arrivant il est trop tard : Mme Barrowby est morte dans la nuit, apparemment empoisonnée. 
Tous les soupçons se tournent vers sa demoiselle de compagnie russe qui était responsable de ses médicaments et est aussi son héritière. Problème : elle est difficile à trouver. Poirot comprendra mieux ses origines ce qui permet de la retrouver. Mais la vérité est peut-être ailleurs et qui sera plus évidente...

## Fiche technique
- Titre français : Comment poussent donc vos fleurs ?
- Titre original : How does your garden grow ?
- Réalisation : Brian Farnham
- Scénario : Andrew Marshall, d'après la nouvelle Comment poussent vos fleurs ? (1935) d'Agatha Christie
- Décors : Mike Oxley
- Costumes : Elizabeth Waller
- Photographie : Jason Lehel
- Montage : Max Lemon
- Musique originale : Christopher Gunning
- Casting : Rebecca Howard
- Production : Brian Eastman
  - Production déléguée : Nick Elliott
- Sociétés de production : Carnival Films, London Weekend Television
- Durée : 50 minutes
- Pays d'origine :  Royaume-Uni
- Langue originale : Anglais
- Genre : Policier
- Ordre dans la série : 21e épisode – (2e épisode de la saison 3)
- Première diffusion :
  -  Royaume-Uni : 6 janvier 1991 sur le réseau d'ITV

## Distribution
- David Suchet (VF : Roger Carel) : Hercule Poirot
- Hugh Fraser (VF : Jean Roche) : Capitaine Arthur Hastings
- Philip Jackson (VF : Claude d'Yd) : Inspecteur-chef James Japp
- Pauline Moran (VF : Laure Santana) : Miss Felicity Lemon
- Anne Stallybrass : Mary Delafontaine
- Tim Wylton : Henry Delafontaine
- Margery Mason : Amelia Barrowby
- Catherine Russell (actrice) : Katrina Reiger (la demoiselle de compagnie)
- Peter Birch (VF : Patrice Baudrier) : Nicholai
- Ralph Nossek : Dr Sims
- John Burgess (VF : Jacques Ciron) : Mr Harrison (le notaire)
- Dorcas Morgan : Lucy (une domestique)
- Trevor Danby : Mr Trumper
- John Rogan : le pathologiste
- Stephen Petcher : le photographe
- Philip Praeger : un agent de police